# Matteo Tevini

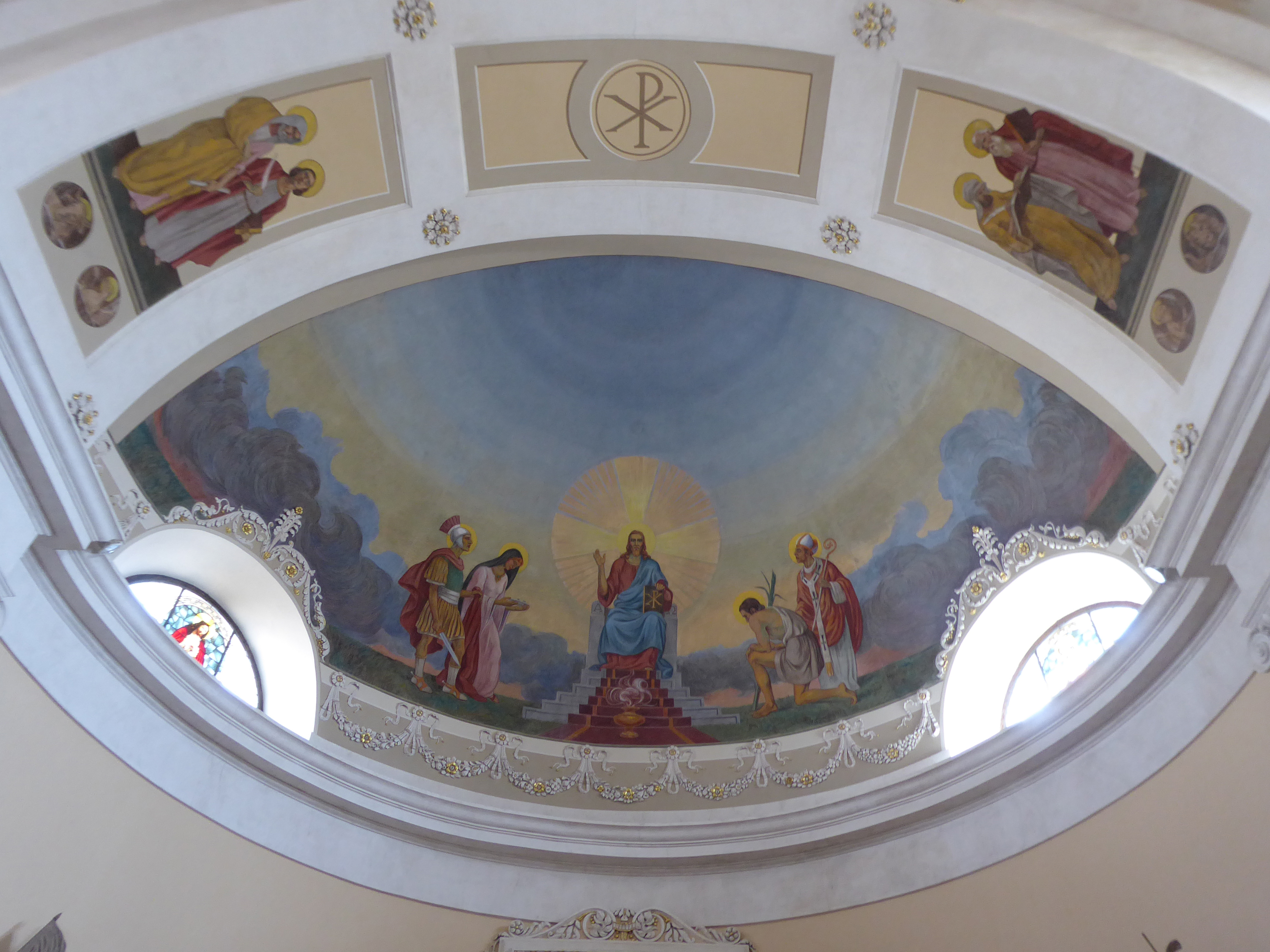
Decorazioni del catino absidale, 1938, chiesa di San Martino a Fondo

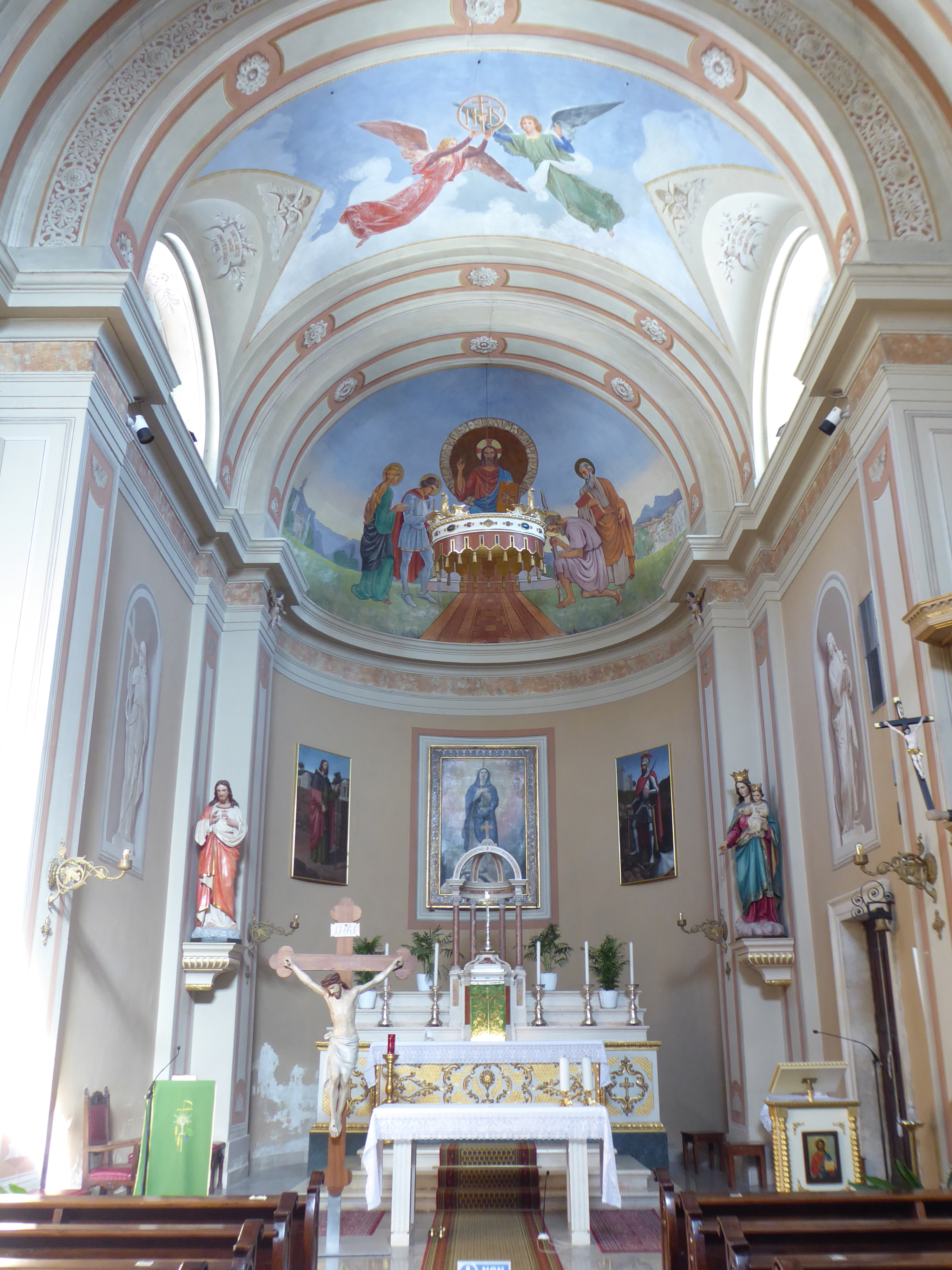
Gesù Cristo re benedicente in trono e santi, 1935, chiesa dell'Immacolata a Lover

Matteo Tevini (Trento, 11 dicembre 1869 – Torino, 15 dicembre 1946) è stato un pittore italiano, noto principalmente per le sue decorazioni a tempera nelle chiese del Trentino, soprattutto in Val di Non e nelle Giudicarie.

## Biografia
Nacque a Trento nel 1869. I suoi studi e le sue prime partecipazioni alle mostre avvennero a Firenze e in seguito a Roma. Della sua vita si sa molto poco, era fratello minore del giornalista e patriota Gerolamo de Tevini, arruolatosi come volontario tra le file dell'esercito italiano durante la prima guerra mondiale (il suo nome figura sulla targa commemorativa a Palazzo Thun dei volontari trentini caduti), del quale esiste un ricordo scritto nel 1920 da Ferdinando Pasini nel quale è ricordato l'impegno dei due fratelli in occasione della fondazione del Politeama Verdi a Trento (attuale Palazzo Verdi, all'inizio di via Grazioli) nel 1902.
Si specializzò poi nella pittura decorativa murale, lavorando per diverse chiese in Trentino, tra queste la chiesa della Natività di Maria a Spormaggiore e la chiesa di San Martino a Fondo (1938).

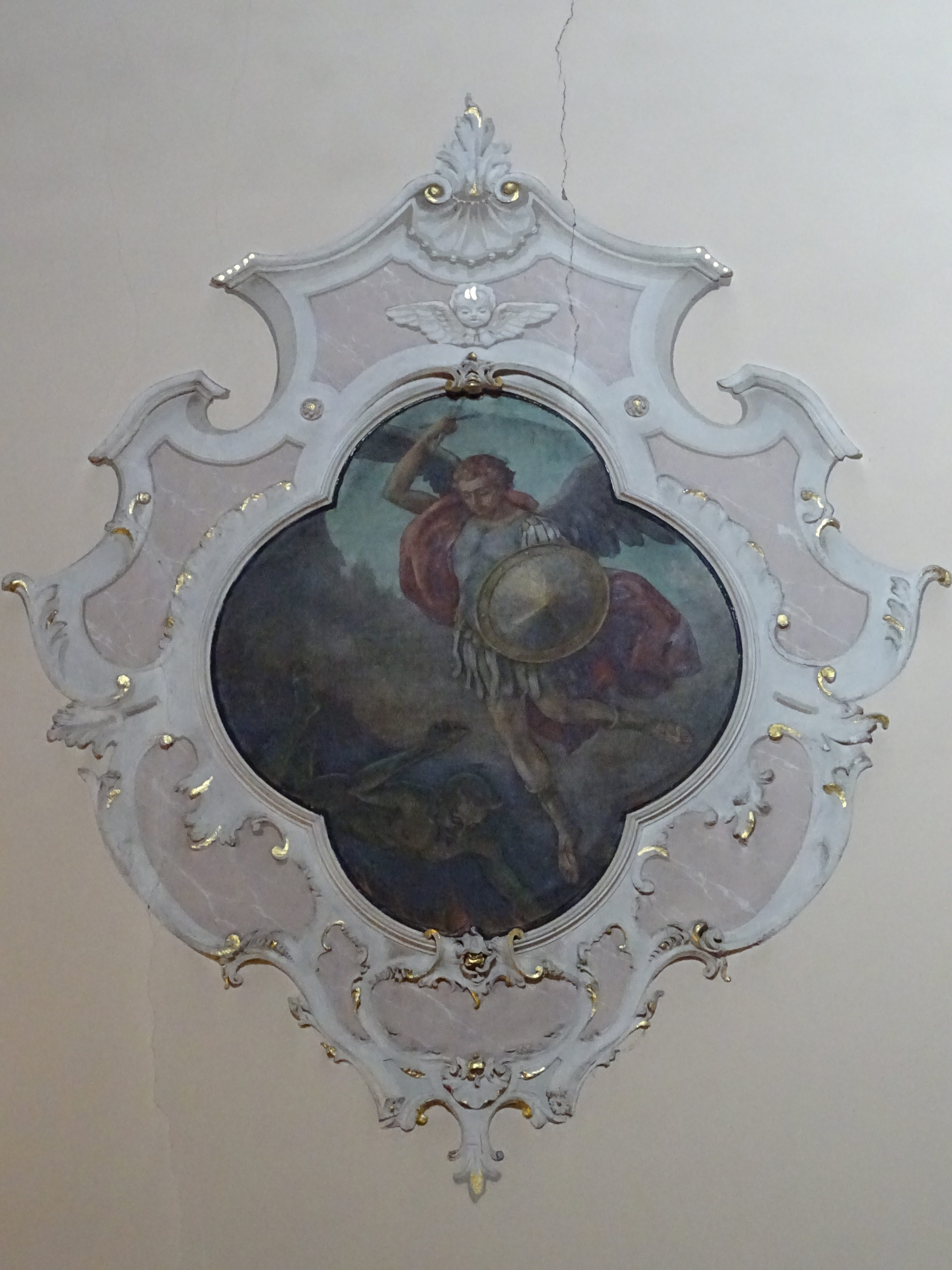
San Michele arcangelo combatte contro Satana, 1934, chiesa di San Lorenzo a Pinzolo

## Opere

### Dipinti
- Martirio di Sant'Orsola, inizio XX secolo, olio su tela, 315 x 210 cm, pala dell'altare maggiore della chiesa di Sant'Orsola a Sant'Orsola Terme.[3]
- Natività di Maria, 1922-31, olio su tela, 337 x 234 cm, pala dell'altare maggiore della chiesa della Natività di Maria a Spormaggiore.[4]
- San Giuseppe e Gesù Bambino, 1927, olio su tela, 227 x 122 cm, chiesa dell'Addolorata a Sporminore.[5]
- San Michele arcangelo combatte contro Satana, 1934, olio su tela, chiesa di San Lorenzo a Pinzolo.
- Tobia e San Raffaele arcangelo, 1934, olio su tela, chiesa di San Lorenzo a Pinzolo.[6]
- Decapitazione di S. Paolo, 1937, tempera su tela, cappella laterale della chiesa della Conversione di San Paolo a Marcena (Rumo).[7]
- San Paolo predica ad Atene, 1937, tempera su tela, cappella laterale della chiesa della Conversione di San Paolo a Marcena (Rumo).[8]
- Mosè e la raccolta della manna, 1938, tempera su tela, 300 x 226 cm, abside della chiesa di Sant'Antonio a Ruffré.
- Santa Caterina d'Alessandria, 1938, tempera su tela, 225 x 80 cm, abside della chiesa di Sant'Antonio a Ruffré.[9]
- Ultima Cena, 1938, tempera su tela, 300 x 243 cm, abside della chiesa di Sant'Antonio a Ruffré.[10]

### Dipinti murali
- Chiesa di Sant'Orsola a Sant'Orsola Terme (inizio XX secolo): Gesù Cristo benedicente, tempera su intonaco, 260 x 520 cm, affresco della lunetta sopra il portale[11]; decorazioni delle volte.
- Chiesa della Natività di Maria a Spormaggiore (1922-31): Cristo re in trono tra San Vigilio e i santi martiri anauniensi nel catino absidale e altri affreschi sulla volta.[12]
- Chiesa dell'Addolorata a Sporminore (1927): dipinti murali a tempera.[13]
- Chiesa di Santa Maria Assunta a Mezzocorona (1927-28): decorazione a tempera su intonaco.[14]
- Chiesa dei Santi Vito, Modesto e Crescenzia ad Andalo: decorazione degli interni.[15]
- Chiesa di San Bartolomeo a Fraveggio (Vallelaghi) (1930): decorazione pittorica della navata e dell'abside e allegorie delle Virtù Cardinali e Virtù Teologali.
- Chiesa di San Giorgio a Cis (1932): Crocifissione sull'arco santo[16] e affreschi raffiguranti San Vigilio e San Giuseppe e Gesù Bambino.[17]
- Chiesa dell'Ausiliatrice a Ponte Arche (1932-1937): decorazione murale del presbiterio.[18]
- Chiesa dell'Immacolata a Lover (1935): Gesù Cristo re benedicente in trono e santi, decorazione del catino absidale.
- Chiesa della Natività di San Giovanni Battista a Termon (Campodenno) (1935): Incontro di San Giovanni Battista con Gesù Cristo nel catino absidale; Evangelisti sulle pareti del presbiterio.
- Chiesa di Santo Stefano a Roncone (Sella Giudicarie) (1936): dipinti murali interni.
- Chiesa di San Lorenzo a Dimaro (1936): Gesù Cristo re benedicente in trono, San Lorenzo, San Giovanni Battista e angeli musicanti, decorazione dell'arco santo.[19]
- Chiesa di San Martino a Fondo (1938): Cristo Re fra San Martino, Santa Lucia, San Cristoforo e San Vigilio nel catino absidale e altri affreschi nell'abside e sulle volte della navata.[20]
- Chiesa di Sant'Antonio a Ruffré (1938): Crocifissione sull'arco santo[21]; Dipinti della cantoria, nei quali è raffigurata santa Cecilia.
- Chiesa del Santissimo Redentore a Cunevo (1939-40): Trinità in gloria nel catino absidale e altri affreschi sulle volte.[22]